# Grand-Gosier
Grand-Gosier (Haïtiaans-Creools: Gran Gozye) is een stad en gemeente in Haïti met 17.000 inwoners. De plaats ligt 61 km ten zuidoosten van de hoofdstad Port-au-Prince. De gemeente maakt deel uit van het arrondissement Belle-Anse in het departement Sud-Est.
Er wordt hout verzameld. Ook is er een vissershaven.

## Indeling
De gemeente bestaat uit slechts één section communale:
| Nr. | Naam                             | Km²   | Inw.2015 |
| --- | -------------------------------- | ----- | -------- |
| 1   | Colline des Chênes (of: Bodarie) | 83,91 | 17.059   |